# Voetnoot
Een voetnoot is een opmerking met betrekking tot een element uit een tekst, die onderaan de bladzijde wordt weergegeven waarop het te becommentariëren stuk tekst eindigt. Een voetnoot kan twee functies vervullen: ze kan een nadere verklaring van of een opmerking bij de tekst zijn (explicatieve voetnoot), of een literatuurverwijzing geven, die dient als bronvermelding (bibliografisch voetnoot). Vanuit de hoofdtekst verwijst men door middel van het nootnummer (superieure cijfertjes of symbolen) naar de voetnoot, die dan begint met het cijfertje of symbool in de verwijzing. Als regel is de voetnoottekst kleiner afgedrukt dan de hoofdtekst.

## Voetnoten in de wetenschap
Voetnoten komen vooral voor in wetenschappelijke publicaties, waar goede documentatie als conditio sine qua non geldt voor de aanvaardbaarheid van een tekst. Voetnoten werden in de 19e eeuw, toen de wetenschappelijke methode haar moderne vorm kreeg, zeer algemeen. Daarvoor werden aanvullingen en zijdelingse opmerkingen vaker in de marge gezet. Ook begon men toen voetnoten vaker te nummeren dan ze met asterisken en obelisken aan te geven. De voetnoten van Pierre Bayle in diens Dictionnaire historique et critique (1697) waren kleine essays. In de negentiende eeuw leidden vorderingen in de tekstkritiek tot de ontwikkeling van een dubbel notenapparaat, met daarin aantekeningen over de totstandkoming van de tekst, waarbij gebruikgemaakt werd van handschriften, en met aantekeningen over de tekst zelf. De edities van middeleeuwse teksten door de Monumenta Germaniae Historica zijn hiervan een sprekend voorbeeld. Er kwamen voetnoten die op de pagina meer ruimte in beslag namen dan de tekst zelf. De voetnoot werd zo onderwerp van kritiek. Speciaal de Duitse geschiedschrijving, met coryfeeën als Leopold von Ranke en Theodor Mommsen was in dit opzicht een dankbaar doelwit.
Velen vinden voetnoten storend, omdat die het lezen van de hoofdtekst onderbreken. Sommige auteurs maken daarom liever gebruik van de minder prominent aanwezige eindnoten, die weer als nadeel hebben dat het controleren van verwijzingen meer moeite kost en meestal maar wordt overgeslagen. Zoals in het voorbeeld hierboven treft men, vooral in oudere werken, soms voetnoten die zich over meer bladzijden uitstrekken en daardoor volgende voetnoten voor zich uit duwen. Dat is een reden om voor eindnoten te kiezen.

## Figuurlijk gebruik
Het woord voetnoot wordt ook wel gebruikt in overdrachtelijke zin. Met de aanduiding 'een voetnoot in de geschiedenis' wordt bedoeld dat een feit of persoon niet doorslaggevend heeft bijgedragen aan de geschiedenis, maar toch het vermelden waard is.
Andere auteurs gebruiken de frase ook wel als 'slechts een voetnoot in de geschiedenis', wat dan een vaak op zichzelf betrokken terughoudendheid of bescheidenheid moet aangeven. Anderzijds kan een schrijver met deze variant ook aangeven dat een zaak helaas niet op waarde is geschat.
De Engelse schrijver Terry Pratchett maakt voor het komisch effect veelvuldig gebruik van voetnoten in zijn fictie. Soms gebruikt hij voetnoten recursief, dus binnen andere voetnoten. De Amerikaanse satiricus Will Cuppy gebruikte voetnoten om ironisch commentaar op de bovenstaande tekst te leveren, waarbij de noten de functie van terzijdes vervullen.

## Voetnoot als titel
- Van 1990 tot 2000 schreef Igor Cornelissen de rubriek Voetnoot in Het Parool.
- Van 2010 tot 2018 schreef Arnon Grunberg een dagelijkse column Voetnoot op de voorpagina van de Volkskrant.
- F.B. Hotz publiceerde in 1990 de novelle De voetnoot.

## Voetnoten
1. ↑  Dit is een voorbeeld van een voetnoot.